# Karole Rocher
Karole Rocher (Bezons, 4 luglio 1974) è un'attrice francese.
In Francia è conosciuta soprattutto come interprete del ruolo di Roxane Delgado nella serie televisiva Braquo.

## Filmografia

### Cinema
- Un frère, regia di Sylvie Verheyde (1997)
- L'annonce faite à Marius, regia di Harmel Sbraire (1998)
- Sauve-moi, regia di Christian Vincent (2000)
- Princesses, regia di Sylvie Verheyde (2000)
- Comment j'ai tué mon père, regia di Anne Fontaine (2001)
- Forever After, regia di Janelle McLean (2001)
- Osmose, regia di Raphaël Fejtö (2003)
- Adieu, regia di Arnaud des Pallières (2003)
- Scorpion, regia di Julien Seri (2007)
- Stella, regia di Sylvie Verheyde (2008)
- Le Bal des actrices, regia di Maïwenn (2009)
- Noi, insieme, adesso - Bus Palladium (Bus Palladium), regia di Christopher Thompson (2010)
- Les yeux de sa mère, regia di Thierry Klifa (2011)
- Polisse, regia di Maïwenn Le Besco (2011)
- Le nevi del Kilimangiaro (Les Neiges du Kilimandjaro), regia di Robert Guédiguian (2011)
- Dernière séance, regia di Laurent Achard (2011)
- Confession of a Child of the Century (Confession d'un enfant du siècle), regia di Sylvie Verheyde (2012)
- Tip Top, regia di Serge Bozon (2013)
- Les yeux jaunes des crocodiles, regia di Cécile Telerman (2014)
- Fastlife, regia di Thomas N'Gijol (2014)
- Madame Claude, regia di Sylvie Verheyde (2021)

### Televisione
- L'honneur de ma famille, regia di Rachid Bouchareb – film TV (1998)
- Braquo – serie TV (2009-2011)
- Les Anonymes, regia di Pierre Schoeller – film TV (2013)